# 롱보트
롱보트(longboat)는 작은 배의 종류 중 하나이다. 갑판은 없으며 자리당 2명씩, 총 8명 혹은 10명의 노 젓는 사람이 딸려있다. 범선 시대에는 대형 선박이 소형 선박을 여러 가지 용도로 사용하기 위하여 운반하고 다녔는데, 롱보트는 소형 선박 중 하나였다.
아래는 롱보트와 같이 대형 선박에 딸렸던 배들이다.
- 론치
- 기그
- 졸리 보트
- 커터
- 바지선
- 핀네스
- 딩기

딩기나 커터와 달리, 롱보트는 선미(船尾)에 큰 파도나 바람을 거슬러서 항해할 때 사용하는 밧줄이 있다. 다른 선박에 딸린 소형 선박처럼, 항해할 때 사용하는 돛을 장비할 수 있지만 본래 롱보트는 끄는 보트였다. 롱보트는 커터처럼 자리의 쌍좌(雙座)배치가 보편적이다. 이 배치는 단좌(單座)배치의 기그보다는 선폭(船幅)이 넓다.
일반적으로 롱보트는 선미에 화물을 꽉 채우는 커터보다 더 항해에 유리하다. 그래서 항로나 파도에서는, 커터가 더 뱃전이 바람쪽으로 돌아가는 경향이 있다.
옥스포드 영어 사전에는 이 단어가 1515년부터 1867년까지 사용됐다고 기록되어 있다. 후에, 특히 영국 해군에서 롱보트는 포경선으로 교체되는 움직임이 있었다. 커터는 1950년대까지 사용됐지만 후에 모터 커터로 교체되었다.
트리스탄 다 쿠냐 제도나 핏케언 제도에서는 서프 보트로 알려져 있다. 이는 처음으로 온 이주민들이 유럽의 선원이었기 때문인 결과이다.